# Li Yuqin
Li Yuqin (李玉琴, 15 juillet 1928 - 24 avril 2001), parfois surnommée la « dernière concubine impériale » (末代皇娘), est la quatrième femme de Puyi, dernier empereur de la dynastie Qing. Elle l'épouse alors qu'il est devenu empereur du Mandchoukouo, un État soumis à l'empire du Japon qui exista de 1931 à 1945.

## Biographie
Li Yuqin est une Han par naissance et ses ancêtres sont originaires du Shandong. Son père, Li Degui, était traducteur pour une organisation missionnaire locale, tandis que sa mère, Wang Xiuru, était propriétaire d'une petite fabrique de soie dans la banlieue de Changchun, au Jilin. Les deux côtés de la famille de Li ont servi la cour impériale, son arrière-grand-mère paternelle ayant été la nourrice de la fille de l'empereur Xianfeng et plusieurs hommes de sa famille maternelle ayant été médecins de la Cour impériale. 
Li étudie à l'académie pour filles de Nanling, plus tard située à Hsinking, capitale du Mandchoukouo. En février 1943, Li et neuf autres étudiants sont emmenées par leur principal Kobayashi et leur professeur Fujii à un studio photographique pour prendre leurs portraits. Trois semaines plus tard, le principal de l'école et leur professeur se rendent à son domicile pour lui annoncer que l'empereur Puyi lui demande de venir au palais pour étudier. Elle est d'abord envoyée à Yasunori Yoshioka qui la questionne. Il la renvoie ensuite à ses parents et leur dit que Puyi a demandé à leur fille d'étudier au palais. De l'argent leur fut promis. Elle passe un examen médical et est conduite auprès de Yunhe, la sœur de Puyi, pour apprendre le protocole du palais. Li devient ainsi une concubine de Puyi et reçoit le titre de Noble Dame Fu (福貴人).
En 1945, le régime du Mandchoukouo s'effondre après la reddition japonaise. Li tente de fuir Changchun, avec Puyi, l'impératrice Wan Rong, et d'autres membres de l'ancienne cour des Qing. Wan Rong connaît à ce moment des symptômes dus à un manque d'opium. Elle et le reste de la famille de Puyi sont évacués en train jusqu'à Dalizigou. De là, cependant, Puyi continue en avion avec juste deux de ses sœurs, ses frères, trois neveux, son médecin, et un serviteur, jusqu'à Mukden où il est arrêté par l'Union soviétique. Selon Puyi, Li Yuqin était effrayée et voulait venir avec lui quand il quitta Dalizigou pour Mukden, mais il lui assura qu'elle et Wan Rong pourraient très bien atteindre le Japon en train.
Elles sont peu après arrêtées par les Soviétiques et emprisonnées à la prison de Changchun. Li est libérée en 1946 et renvoyée chez elle. Elle travaille ensuite dans une usine textile et une bibliothèque de la ville, étudiant les œuvres de Karl Marx et Lénine. En 1955, elle rend visite à Puyi en prison. Après avoir demandé aux autorités chinoises d'autoriser le divorce, le gouvernement la conduit, lors de sa seconde visite en prison, dans une pièce avec un double lit et lui ordonne de se réconcilier avec Puyi, et elle affirme avoir été obligée d'obéir.
Li divorce officiellement de Puyi en mai 1957. Elle épouse plus tard un technicien nommé Huang Yugeng avec qui elle a deux fils. Durant la révolution culturelle de 1966, elle est la cible d'attaques des gardes rouges à cause de son ancienne condition de concubine de Puyi. Elle meurt en 2001 à l'âge de 71 ans à Changchun après avoir combattu la cirrhose pendant six ans.